# Ion Echaide
Ion Echaide Sola (Pamplona, 5 gennaio 1988) è un ex calciatore spagnolo, di ruolo difensore.

## Carriera
Ha preso parte a diverse edizioni della Liga con la maglia dell'Osasuna.